# Campionati centroamericani maschili di cricket T20 2025
I Campionati centroamericani maschili di cricket T20 2025 si sono svolti dal 17 al 20 aprile a Panama City, a Panama: al torneo hanno partecipato quattro squadre.

## Regolamento

### Formula
La formula ha previsto una fase a gironi, disputata con girone all'italiana: la prima e la seconda classificata accedono alla finale, le restanti due partecipano alla finale per il terzo posto.

## Fase a gironi

### Classifica
| Pos | Squadra        | G | V | P | NR | Pt | NRR    |
| --- | -------------- | - | - | - | -- | -- | ------ |
| 1   | Panama         | 3 | 3 | 0 | 0  | 6  | 1,991  |
| 2   | Messico        | 3 | 2 | 1 | 0  | 4  | 2,711  |
| 3   | Turks e Caicos | 3 | 1 | 2 | 0  | 2  | −0,230 |
| 4   | Costa Rica     | 3 | 0 | 3 | 0  | 0  | −5,185 |

#### Partite
| 17 aprile 2025 Referto |

| Costa Rica        | v | Messico          |
| 50/9 (11.2 overs) |   | 174/4 (20 overs) |
|                   |   |                  |

- Costa Rica vince il sorteggio e decide di difendere

| 17 aprile 2025 Referto |

| Panama         | v | Turks e Caicos  |
| 145 (19 overs) |   | 96 (18.2 overs) |
|                |   |                 |

- Panama vince il sorteggio e decide di battere

| 18 aprile 2025 Referto |

| Panama            | v | Costa Rica      |
| 92/1 (10.5 overs) |   | 91/6 (20 overs) |
|                   |   |                 |

- Costa Rica vince il sorteggio e decide di battere

| 18 aprile 2025 Referto |

| Messico          | v | Turks e Caicos   |
| 100/2 (14 overs) |   | 99/10 (20 overs) |
|                  |   |                  |

- Turks e Caicos vince il sorteggio e decide di battere

| 19 aprile 2025 Referto |

| Costa Rica      | v | Turks e Caicos   |
| 71/8 (20 overs) |   | 74/0 (8.1 overs) |
|                 |   |                  |

- Costa Rica vince il sorteggio e decide di battere

| 19 aprile 2025 Referto |

| Panama           | v | Messico          |
| 115 (19.5 overs) |   | 109 (19.4 overs) |
|                  |   |                  |

- Panama vince il sorteggio e decide di battere

## Fase a eliminazione diretta

### Finale terzo posto
| 20 aprile 2025 Referto |

| Costa Rica     | v | Turks e Caicos   |
| 68/0 (9 overs) |   | 127/7 (20 overs) |
|                |   |                  |

- Turks e Caicos vince il sorteggio e decide di battere
- Partita interrotta per pioggia, è stato utilizzato il metodo DLS

### Finale
| 20 aprile 2025 Referto |

| Panama | v | Messico |
|        |   |         |
|        |   |         |

- Partita annullata per pioggia